# Сокта
Со́кта (луговомар. шокта) — марийский национальный мясной продукт, представляет собой домашнюю колбасу с мелко нарубленными кусочками мяса с салом и кровью или субпродуктов с крупой.

## Сервировка
Перед употреблением варили в воде или запекали на сковороде в печи. Один из непременных ритуальных продуктов во время моления в марийской традиционной религии.